# 福昌寺 (世田谷区)
福昌寺（ふくしょうじ）は、東京都世田谷区経堂にある寺院。曹洞宗に属し、山号を「経堂山」という。創建年は1624年（寛永元年）または1626年（寛永3年）3月の2説があり、江戸幕府に仕えていた医師、松原土佐守弥右衛門が開基となった。この寺については、「経堂」という地名の由来とする説が伝わっている。

## 歴史
福昌寺は、小田急小田原線の経堂駅から徒歩で2、3分のところに位置する。正式の名称は「経堂山福昌寺」といい、常徳院（世田谷区宮坂2丁目1番11号に現存）の末寺である。
かつて経堂地区は「経堂在家村」（きょうどうざいけむら）といい、西は船橋村（現在の世田谷区船橋付近）に接し、その他の大部分は旧世田ヶ谷村（北境と東境は現在の世田谷区宮坂、南境は現在の世田谷区桜丘及び桜の一部）に接する東西に約1,300メートル、南北に約1,150メートルの区域であった。その後多少変更はあったものの、江戸時代の経堂在家村のほとんどが現在の経堂地区となっている。
福昌寺は経堂在家村の東北に位置していた。この寺の開基となった松原土佐守弥右衛門は、中国から帰化した人物で江戸幕府に仕えていた医師であった。松原はこの近辺の地所のほとんどを所有していた。松原は学識豊かで信仰心の厚い人物であり、世田ヶ谷村字宮ノ坂の常徳院から玄畝という名の僧侶（常徳院第8世住職という）を招き、屋敷内に寺を建立した。建立の時期については、1624年（寛永元年）または1626年（寛永3年）3月の2説がある。開山の玄畝は、1631年（寛永8年）3月18日に没したと伝わる。
医師であった松原は、屋敷内に多くの医学書などの書物を蔵していた。土地の人は、その書物を経本とみなしていて、松原の屋敷を「経堂」と呼んだために、この付近の地名も同じく経堂と呼ばれるようになったという。ただし、「経堂」の由来については異説がある。村が開墾され始めた頃に、一つの堂があった。その造作が関東では見かけない京都風の堂であったので「京堂」と呼んでいたとう説や、経本を納めた石室を埋めて、その上に小さな堂を建立して「経堂」と呼んだともいう。
化政文化期（1804年から1829年）に編纂された『新編武蔵風土記稿』の巻之四十八 荏原郡之十では、「除地二段四畝五歩 （中略） 本堂 七間ニ五間半。本尊釈迦如来、座像一尺ナルヲ安ズ。門 両柱ノ間二間。閻魔堂 門ヲ入テ左ニアリ。東向、二間ニ二間半。木像一尺五寸ナルヲ安ズ。作知レズ。稲荷社 除地六畝十八歩 門ヲ入リテ左ニアリ。二間ニ二間半。」と記述していた 。境内の稲荷社の他に、経堂在家村内の伊勢宮（経堂在家村の鎮守社であった）、天神社、稲荷社（伊勢宮の付近にあった）、稲荷社（山谷という地にあった）、稲荷社（菅苅谷戸という地にあった）はすべて福昌寺の管轄であり『新編武蔵風土記稿』では「何レモワヅカナル祠」であったと記述している。
江戸時代中期、第10世住職の大心博仙が寺を再建した。この頃、流行病によって全村が死に絶えるという事態が起こった。博仙は村の救済を志し、人々の喜捨を募って百体観世音を造り、関東や関西から33の霊場の土を持ち込んで祀った。1750年（寛延3年)11月に百体観世音は完成し、その結果流行病は治まったために遠近問わず参詣する人が多くなった。村には観音講が設けられて、月に数回縁日が開かれて植木市が出るなど賑わいがあった。とりわけ8月18日の観音講は多くの人々が訪れて非常に賑わっていたというが、時代の変化とともにすたれていった。
1877年（明治10年）の『曹洞宗明細簿』という資料によると、福昌寺は「檀家八戸、境内一二五九坪」で立ち木がスギ222本、マツ2本、雑木6本とあり、境内地の他に畑、宅地、田、林などを所有していた。学制が施行される以前、福昌寺では青山万宗という僧侶が1871年-1872年（明治4年）から1882年（明治15年）まで寺子屋を開いていた。学制施行後も子供会や林間学校が開催されるなど、地域と密接に関わり続けた。
1927年（昭和2年）4月1日に小田急小田原線が開通し、東京市近郊の農村地帯だった経堂地区は急激に変わり始めた。小田急小田原線開通前の経堂駅周辺は福昌寺所有の土地で、当時は雑草の生い茂る野原であった。駅舎の建築費用は当時の価格で1,000円ほどで、地元の住民3、4軒がその費用を寄付した。開通当初の経堂駅は木造建築で、現在とは少し違う場所にあったといい、駅舎は南口しかなく北側は広い引き込み線になっていて、たくさんの貨車が停まっていた。小田急小田原線の開通後、経堂地区の人口は急増した。1926年（昭和元年）には戸数94戸、人口616人だったが、1928年（昭和3年）には334戸、1358人となっている。
1975年（昭和50年）に火災が起こり、百体観世音を始め境内の建物や梵鐘など文化財の多くが焼失した。後に観世音像は彫刻家の江田正盛によって新たに作られ、納骨堂に祀られることになった。1976年（昭和51年）には、本堂と庫裏も再建されて1978年（昭和53年）に落慶法要を執り行った。

## 境内と文化財
歴史の節で既に述べたとおり、福昌寺にあった建物や梵鐘・百体観世音など多くの文化財は1975年（昭和50年）の火災で焼失している。旧本堂にあった龍の彫刻は古い時期に作られたものであったが、やはり火事で焼失した。
福昌寺の梵鐘は、1759年（宝暦9年）に西村和泉守という人物が作り、檀家75軒の主婦が寄贈したものであった。形状は「朝鮮型」といわれ、音色の良い梵鐘であった。第2次世界大戦時の金属供出によって手放すことになったが、その音色の良さに当局が使い続けていたために残り、終戦後に福昌寺に戻ってきた。この梵鐘も、1975年（昭和50年）の火災で焼失している。
旧本堂の横には、閻魔堂が存在していた。かつて旧本堂を改築する際に4尺ほどの棟札が発見された。棟札には1755年（宝暦5年）11月建立の旨が記されていて、棟梁は深沢柏木長右衛門、経堂河野七右衛門とあった。旧庫裏は1765年（明和2年）秋の大風で大破し、1773年（安永2年）に松原円吉という大工が改築したと伝わる。
福昌寺に残る仏像のうち、薬師如来坐像（寄木造、江戸時代）、地蔵菩薩半跏像（寄木造、江戸時代）、伝文殊菩薩坐像（寄木造、江戸時代）は、1978年（昭和53年）4月1日から1981年（昭和56年）3月31日までの世田谷区社寺調査及びその後3か年にわたって実施された追加調査の対象となった。そのうち地蔵菩薩半跏像は、1975年（昭和50年）に起きた福昌寺の火災の後、1976年（昭和51年）に仏具屋から寄進されたものである。
その他の文化財には、1660年（万治3年）に建立された念仏供養塔がある。この供養塔は多くの村人の喜捨によって作られたもので、総高は118センチメートルを測る。墓地入口にはこの寺の開基であり、祖先でもある松原家を伝える碑がある。碑の正面及び左右の側面には、松原家6人の戒名と没年月日などが記されている。
福昌寺の隣には、かつて付属の幼稚園があった。後に幼稚園の建物は改築されてホールとなり、葬祭式場として使用されている。

## 交通アクセス
所在地
- 東京都世田谷区経堂1丁目22番1号

交通
- 小田急小田原線経堂駅から徒歩2-3分[5]。